# 戴光曾
戴光曾（?—?），字松门，浙江嘉兴人，清朝作家。
早年為贡生，以学行受知於阮元。，與马古芸、蒋花隐有交往。官至河工同知。工於书法，風格出入欧、虞。著有《墨表》上下兩卷。